# Varaždinska biskupija
Varaždinska biskupija je upravna jedinica (dijeceza) Katoličke crkve u Hrvatskoj. Utemeljio ju je papa Ivan Pavao II., 5. srpnja 1997. godine zajedno s Požeškom biskupijom izdvajanjem iz sastava Zagrebačke nadbiskupije. I dalje je ostala podložna Zagrebačkoj metropoliji. 
Na čelu biskupije od njenog osnivanja do 19. kolovoza 2006. bio je biskup Marko Culej. Papa Benedikt XVI. imenovao je 20. ožujka 2007., Josipa Mrzljaka drugim varaždinskim biskupom. Treći je biskup Varaždinske biskupije Bože Radoš, kojeg imenovao je papa Franjo 2019. godine.

## Zemljopisni smještaj
Teritorij Varaždinske biskupije obuhvaća područje Varaždinske i Međimurske županije, veći dio Podravine te sjeverni dio Hrvatskog zagorja.
Prirodnu granicu između sadašnje Zagrebačke nadbiskupije i Varaždinske biskupije čine gora Ivanščica, te područja Kalnika i Bilogore. Sjevernu granicu Varaždinske biskupije predstavljaju rijeke Mura i Drava, odnosno državna granica Republike Hrvatske s Mađarskom i Slovenijom.

## Uprava
U crkvenopravnom pogledu Varaždinska biskupija je sufragan (podložna biskupija) Zagrebačke nadbiskupije u okviru Zagrebačke metropolije.
Varaždinska biskupija sastoji se od četiri povijesna arhiđakonata: Zagorsko-vrbovečki, Bekšinski, Komarnički, Varaždinski
Po teritorijalno-pastoralnom ustrojstvu Varaždinska biskupija sastoji se od 11 dekanata sa 105 župa:
- Bednjanski (8 župa)
- Čakovečki (10 župa)
- Donjomeđimurski (11 župa)
- Donjovaraždinski (13 župa)
- Đurđevački (9 župa)
- Gornjomeđimurski (9 župa)
- Gornjovaraždinski (8 župa)
- Koprivnički (11 župa)
- Ludbreški (8 župa)
- Varaždinsko-Toplički (8 župa)
- Virovski (9 župa)

U trenutku osnivanja biskupija je imala 97 župa i 9 dekanata. Zbog pastoralnih potreba osnovani su Ludbreški i Čakovečki dekanat te je ustrojeno nekoliko novih župa. Od 105 župa, njih 8 vode redovnici, a ostale dijecezanski svećenici.

## Poznata svetišta
Na njenom području se nalazi svetište Predragocjene Krvi Kristove (proštenište) u Ludbregu, nekadašnji pavlinski samostan u Lepoglavi te mnogi vrijedni spomenici crkvene arhitekture, posebno iz razdoblja baroka. Varaždinska katedrala u Varaždinu posvećena je Uznesenju Blažene Djevice Marije, a sagrađena je u 17. stoljeću kao isusovačka crkva.

## Popis dosadašnjih varaždinskih biskupa
1. Marko Culej (1997. – 2006.)
2. Josip Mrzljak (2007. – 2019.)
3. Bože Radoš (2019. – danas)

## Humanitarni rad
Biskupija vodi Zakladu Varaždinske biskupije za pomoć učenicima i studentima.

## Vanjske poveznice
- Službene stranice Varaždinske biskupije